# Yauheni Hutarovich
Yauheni Hutarovich (en biélorusse : Яўген Гутаровіч, en russe Евгений Гутарович, en anglais Yauheni Hutarovich), né le 29 novembre 1983 à Minsk, est un coureur cycliste biélorusse, professionnel de 2007 à 2016, il a été quatre fois champion de Biélorussie sur route, en 2008, 2009, 2012 et 2014, et a remporté une étape du Tour d'Espagne en 2010.

## Biographie
En 2006, Yauheni Hutarovich court en France au sein de l'UV Aube. Il gagne plusieurs étapes de courses françaises figurant au calendrier de l'UCI Europe Tour. Il est 20e du classement FFC en fin de saison. Yauheni Hutarovitch commence sa carrière professionnelle en 2007 au sein de l'équipe Roubaix Lille Métropole. Il remporte cette année-là une étape du Tour du Poitou-Charentes au sprint.
Il est recruté en 2008 par La Française des Jeux. Afin de satisfaire au souhait de son dirigeant Marc Madiot de le voir encadré, il emménage à Pugey, non loin de l'entraîneur Frédéric Grappe qui réside à Besançon. Il signe quatre succès durant la saison, dont le titre de Champion de Biélorussie sur route. Il acquiert quelques places d'honneur sur des étapes de courses ProTour (Eneco Tour, Tour de Pologne). Ses deux victoires d'étapes au Tour de Burgos lui permettent d'en remporter le classement par points.
Au début de l'année 2009, il remporte ce même classement lors du Tour méditerranéen, avec deux nouveaux succès d'étapes. Il participe ensuite pour la première fois à Milan-San Remo (145e) et Paris-Roubaix (22e). Il est également 13e de Gand-Wevelgem. Fort de cinq victoires durant le premier semestre dont un nouveau titre de champion national, il est sélectionné pour son premier Tour de France. Il y obtient une  3e place d'étape puis une 5e lors de la dernière étape. Il achève l'épreuve à la 156e et dernière place du classement général.
En 2010, il brille à nouveau sur le Tour méditerranéen, puisqu'il remporte au sprint la première étape ainsi que la troisième et termine, de ce fait, meilleur sprinter de l'épreuve pour la deuxième année consécutive. Il remporte début août la troisième étape du Tour de Pologne, sa première victoire ProTour. À la fin du mois en s'imposant lors de la deuxième étape du Tour d'Espagne, il remporte sa première victoire dans un grand tour devant Mark Cavendish et Tyler Farrar. Il est le premier Biélorusse à remporter une étape du Tour d'Espagne.
Il fait son retour sur le Tour de France en 2012. Il obtient la septième place au sprint à Tournai lors de la deuxième étape et participe à une échappée lors de la dixième étape. Victime de nausées et voyant qu'il allait terminer hors des délais de la quinzième étape, Hutarovich abandonne.
Il est ensuite sélectionné pour participer à la course en ligne des Jeux olympiques de Londres qu'il termine au sein du peloton des sprinteurs, à la 53e place.
Début août, et après ses 2 victoires d'étapes sur le Tour de l'Ain, il annonce sa signature pour 2 saisons en faveur de la formation savoyarde AG2R La Mondiale.

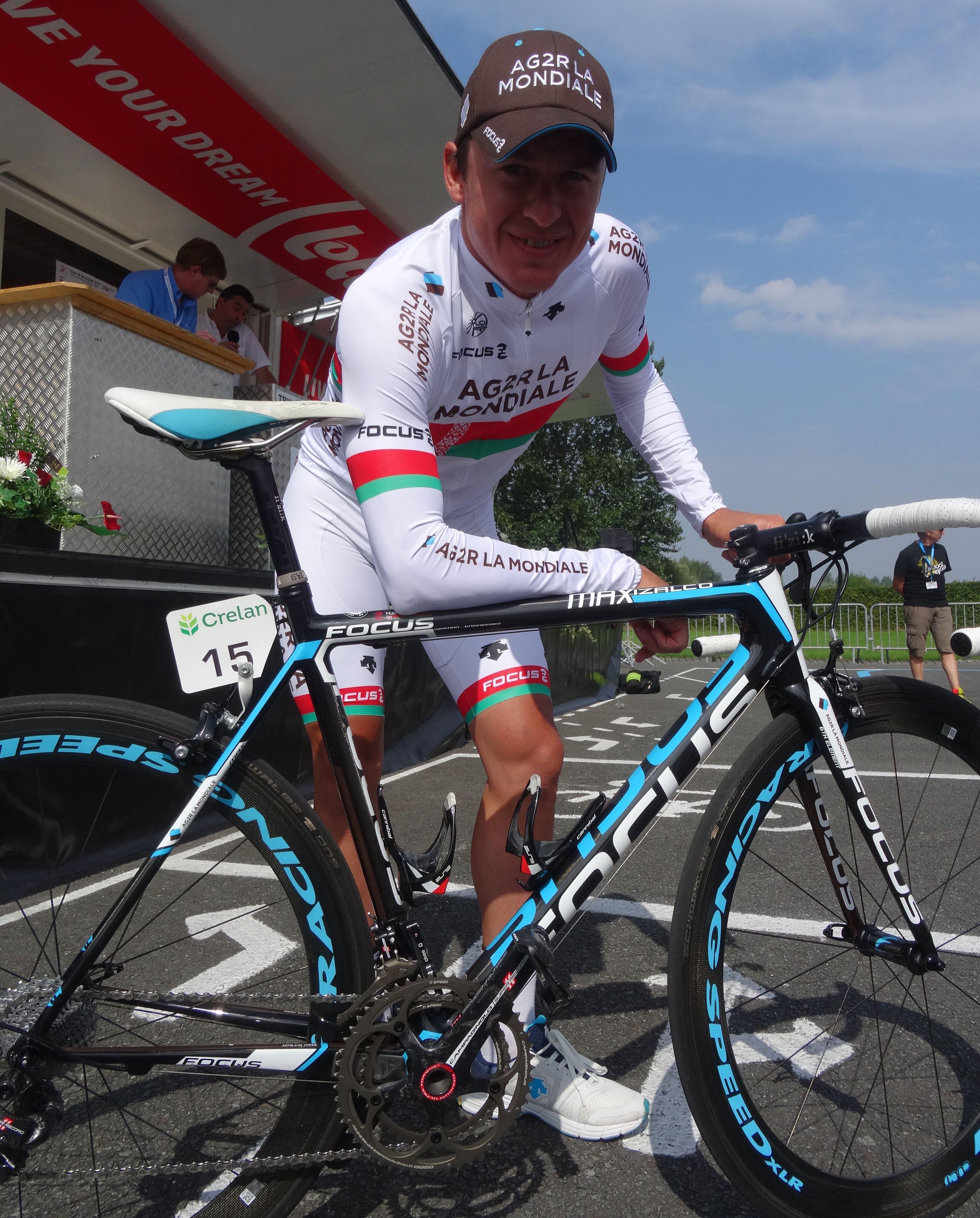
Yauheni Hutarovitch posant avec son maillot de champion de Biélorussie sur route lors de la 2e étape du Tour de Wallonie 2014.

En 2013, il reprend la compétition sous ses nouvelles couleurs en Australie lors du Tour Down Under. En février, il termine deuxième des deux dernières étapes du Tour du Qatar derrière un Mark Cavendish intouchable sur cette épreuve. Il enchaîne ensuite les podiums terminant ainsi deuxième de la Classic Loire-Atlantique et de la Route Adélie de Vitré ou encore troisième sur la Val d'Ille Classic et la Roue tourangelle. Il termine malgré cela sa saison 2013 sans la moindre victoire, sa première saison vierge depuis son passage chez les professionnels en 2007.
En 2014, il termine 8e de Gand-Wevelgem, son premier Top 10 sur une classique du UCI World Tour. En mai, il remporte le Grand Prix de la Somme, son premier succès depuis plus d'un an et la 2e étape du Tour de l'Ain 2012. Le 29 juin, il remporte le championnat de Biélorussie pour la 4e fois de sa carrière. Il reprend ensuite la compétition lors du Tour de Wallonie, fin juillet avant de prendre part au Tour de Pologne, épreuve comptant pour l'UCI World Tour, dont il remporte la 1re étape au sprint, ainsi que le classement par points.
Au mois de septembre 2014, il signe un contrat en faveur de l'équipe continentale professionnelle Bretagne-Séché Environnement,pour la saison suivante et annonce son départ d'AG2R La Mondiale.

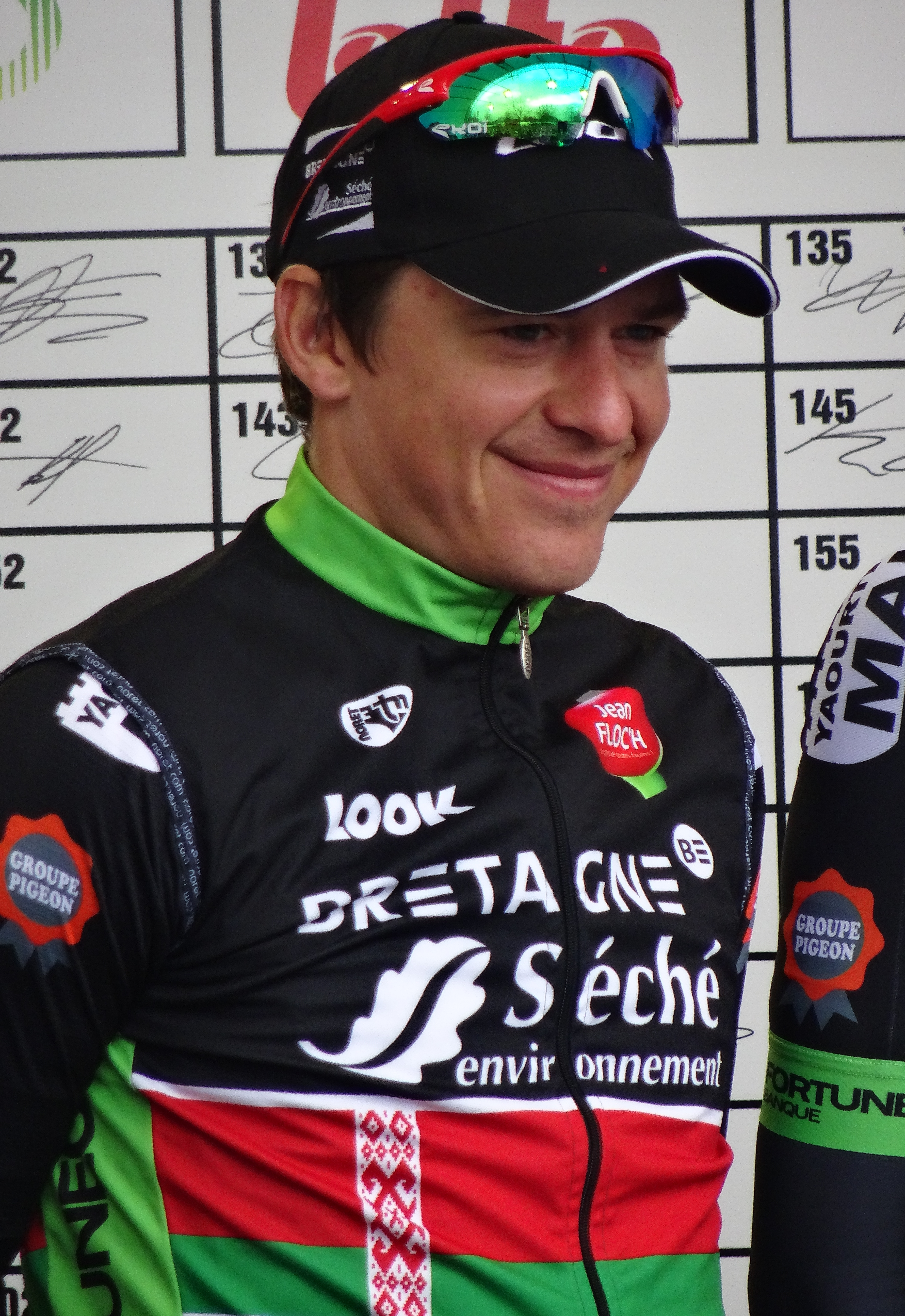
Yauheni Hutarovich lors du départ de Kuurne-Bruxelles-Kuurne 2015.

Il commence sa saison 2015 à l'occasion du Tour de San Luis, en Argentine. Gêné par une chute lors de la 1re étape, il ne peut se mêler à l'emballage final et se classe finalement 155e de l'étape. Le lendemain, sur une étape au profil plus montagneux, il termine 127e, à 9 minutes du vainqueur du jour, Daniel Díaz. Hutarovich se rend ensuite au Gabon pour y disputer la Tropicale Amissa Bongo. À cette occasion, il se classe 2e de la 3e étape derrière son coéquipier Daniel McLay et remporte la 5e étape. Le soir même, l'équipe Bretagne-Séché Environnement se classe 3e du contre-la-montre par équipes qui servait de support à la 6e étape disputée autour de Port-Gentil. Il s'impose à nouveau au sprint le lendemain à Port-Gentil, pour le compte de la 7e étape. Il remporte également la 8e et dernière étape de cette épreuve et se classe 14e du classement général final.
En 2016, il remporte la 7e étape de la Tropicale Amissa Bongo. Il se classe également 2e de la Minsk Cup et 3e du Grand Prix de Minsk. Il choisit de quitter le peloton professionnel en fin de saison.
Il ne quitte cependant pas totalement le monde du sport puisqu'il intègre par la suite par l'encadrement de l'équipe continentale Minsk CC.

## Palmarès et classements mondiaux

### Palmarès
- 2002
  - 2eb étape du Tour de La Réunion
  - Grand Prix d'Amnéville
- 2003
  - 4e étape du Tour de la Porte Océane
  - 2e de la Nocturne de Bar-sur-Aube
  - 3e du championnat de Biélorussie sur route
- 2004
  - 5e étape du Tour de Moselle
  - 3e du Grand Prix de Saint-Julien-les-Villas
- 2005
  - 2e du championnat de Biélorussie sur route espoirs
  - 3e du championnat de Biélorussie sur route
- 2006
  - 3e et 4e étapes du Circuit des Ardennes
  - Prix du Canton de Bourmont
  - 1re et 4e étapes du Tour de la Manche
  - Nocturne de Bar-sur-Aube
  - 1rea étape du Tour Alsace
  - 1re étape du Tour de Moselle
  - 2e du Grand Prix de Beauchamps
  - 3e de Paris-Rouen
  - 3e du Tour de la Manche
- 2007
  - 2e étape du Tour du Poitou-Charentes
  - 4e étape du Tour des Landes
  - 2e du Grand Prix de Pérenchies
  - 3e du championnat de Biélorussie sur route
- 2008
  -  Champion de Biélorussie sur route
  - 2e étape des Trois Jours de Flandre-Occidentale
  - 2e et 4e étapes du Tour de Burgos
- 2009
  -  Champion de Biélorussie sur route
  - 6e étape de la Tropicale Amissa Bongo
  - 1re et 5e étapes du Tour méditerranéen
  - 2e étape du Circuit de Lorraine
  - Grand Prix de la Somme
  - 3e du Grand Prix de Fourmies
- 2010
  - 1re et 3e étapes du Tour méditerranéen
  - 1re étape du Circuit de Lorraine
  - 3e étape du Tour de Pologne
  - 2e étape du Tour d'Espagne
- 2011
  - 1re étape de l'Étoile de Bessèges
  - Coppa Bernocchi
  - 2e étape du Tour du Poitou-Charentes
  - Prix national de clôture
  - 2e de Kuurne-Bruxelles-Kuurne
  - 2e de la Ronde pévéloise
  - 2e de Paris-Bruxelles
  - 2e de la Châteauroux Classic de l'Indre
  - 3e du Grand Prix de l'Escaut
- 2012
  -  Champion de Biélorussie sur route
  - 1re et 2ea étapes du Tour de l'Ain
  - 2e de Kuurne-Bruxelles-Kuurne
  - 2e de la Châteauroux Classic de l'Indre

- 2013

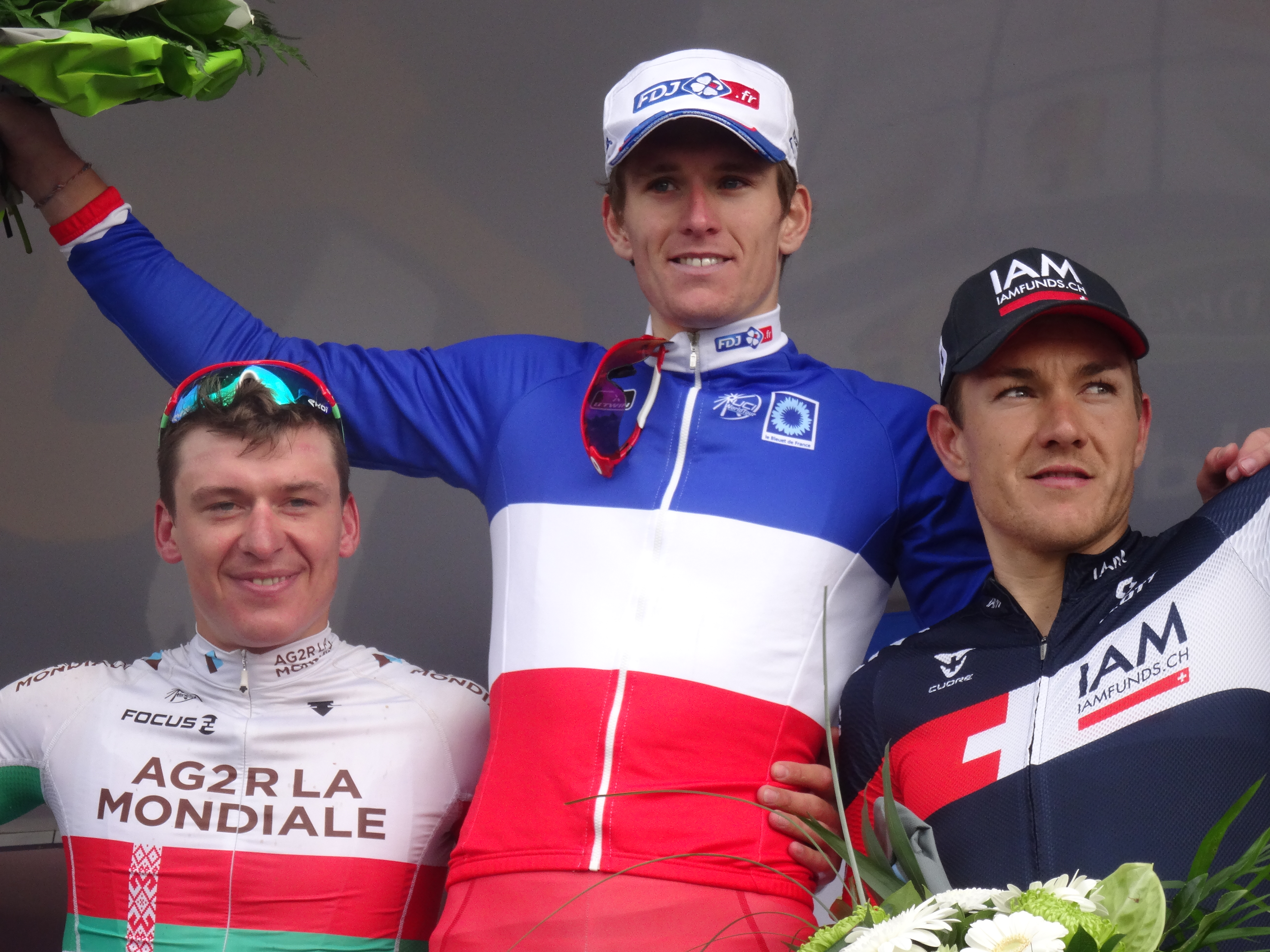
Podium de l'édition 2014 du Grand Prix d'Isbergues : Yauheni Hutarovich (2e), Arnaud Démare (1er) et Heinrich Haussler (3e).

  - 2e de la Classic Loire-Atlantique
  - 2e de la Route Adélie de Vitré
  - 3e de la Val d'Ille Classic
  - 3e de la Roue tourangelle
- 2014
  -  Champion de Biélorussie sur route
  - Grand Prix de la Somme
  - 1re étape du Tour de Pologne
  - 2e de la Roue tourangelle
  - 2e du Grand Prix d'Isbergues
  - 2e de Paris-Bourges
  - 8e de Gand-Wevelgem

- 2015

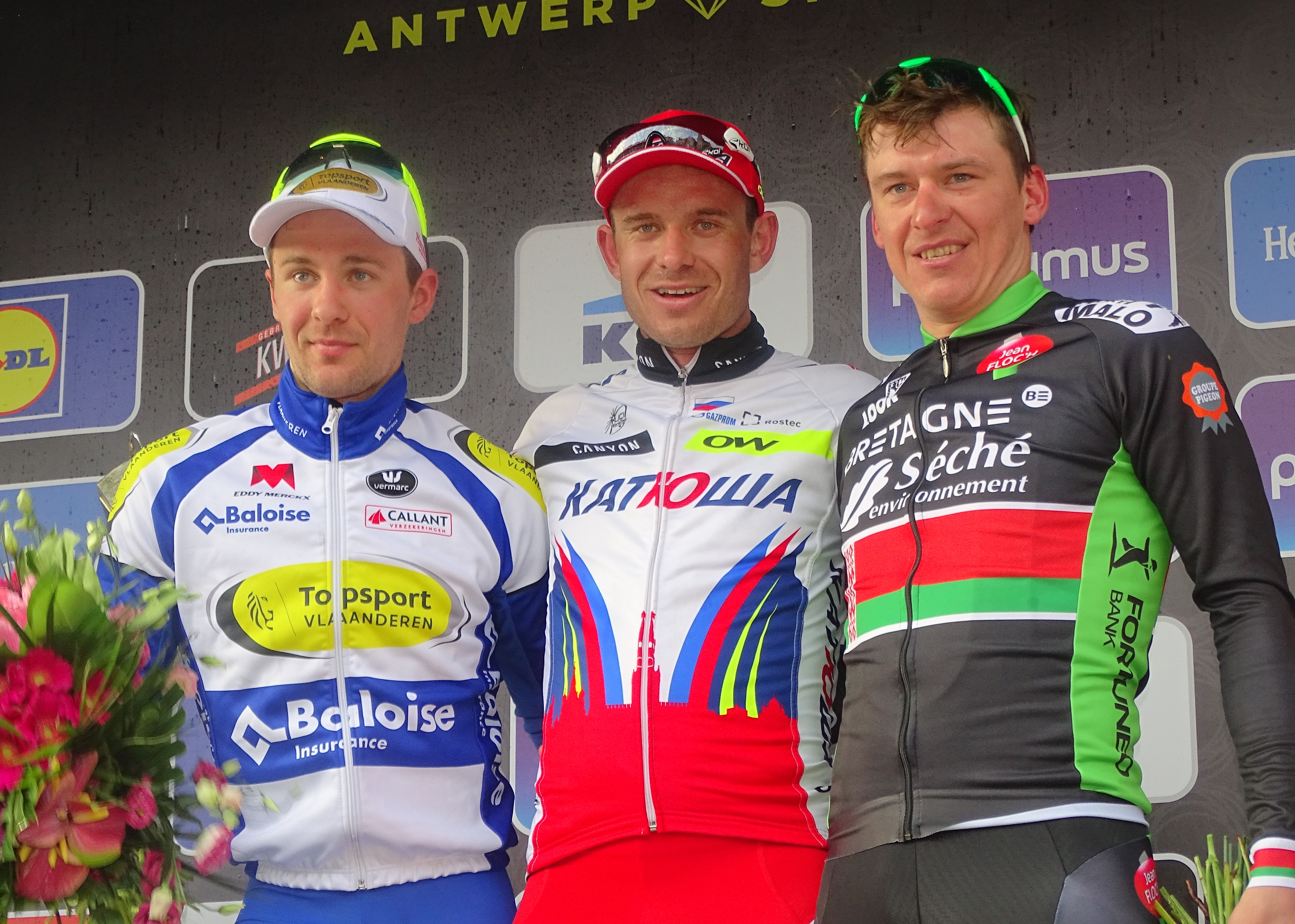
Podium de l'édition 2015 du Grand Prix de l'Escaut : Edward Theuns (2e), Alexander Kristoff (1er) et Yauheni Hutarovich (3e).

  - 5e, 7e et 8e étapes de la Tropicale Amissa Bongo
  - 2e de la Arnhem Veenendaal Classic
  - 2e du Tour de Vendée
  - 3e du Grand Prix de l'Escaut
  - 3e de la World Ports Classic
- 2016
  - 7e étape de la Tropicale Amissa Bongo
  - 2e de la Minsk Cup
  - 3e du Grand Prix de Minsk

### Résultats sur les grands tours

#### Tour de France
2 participations
- 2009 : 156e et lanterne rouge
- 2012 : abandon (15e étape)

#### Tour d'Italie
1 participation
- 2008 : abandon (7e étape)

#### Tour d'Espagne
2 participations
- 2010 : 135e, vainqueur de la 2e étape
- 2014 : 134e

### Classements mondiaux
En 2005, l'UCI ProTour et les circuits continentaux sont créés, ayant chacun leur classement. En 2009, un « classement mondial UCI » remplace le classement ProTour. Il prend en compte les points inscrits lors des courses ProTour et des courses qui n'en font plus partie, regroupées dans un « calendrier historique », soit au total 26 courses en 2010. L'UCI ProTour devient l'UCI World Tour et comprend 27 courses en 2011 et son classement ne concerne que les coureurs membres des 18 équipes ProTeam, dont FDJ ne fait plus partie. L'année suivante, FDJ-BigMat retrouve un statut de ProTeam, ce qui fait que Hutarovich peut être classé au World Tour.
| Année                                 | 2006 | 2007 | 2008 | 2009 | 2010 | 2011 | 2012 | 2013 | 2014 | 2015 | 2016 |
| ------------------------------------- | ---- | ---- | ---- | ---- | ---- | ---- | ---- | ---- | ---- | ---- | ---- |
| UCI ProTour                           | nc   | nc   | 115e |      |      |      |      |      |      |      |      |
| Calendrier mondial                    |      |      |      | 149e | 115e |      |      |      |      |      |      |
| UCI World Tour                        |      |      |      |      |      |      | 175e | 190e | 113e |      | nc   |
| Classement mondial                    |      |      |      |      |      |      |      |      |      |      | 281e |
| UCI Europe Tour                       | 571e | 115e |      |      |      | 2e   |      |      |      | 27e  | 162e |
| UCI Asia Tour                         | nc   | nc   |      |      |      | nc   |      |      |      | nc   | 296e |
| UCI America Tour                      | nc   | nc   |      |      |      | nc   |      |      |      | 281e | nc   |
| UCI Africa Tour                       | nc   | nc   |      |      |      | nc   |      |      |      | 39e  | 94e  |
|                                       |      |      |      |      |      |      |      |      |      |      |      |
| Légende : nc = non classéSource : UCI |      |      |      |      |      |      |      |      |      |      |      |